# 格言論證
格言論證或以格言終止思考（thought-terminating cliché）是一種非形式謬誤，係僅依格言、俗諺或民間智慧證成主張，而不考慮其背後理據與適用情境。
許多俗諺往往在某些情境下成立，然而未經思考將之套用至普遍的情況，卻是不恰當的。

## 示例
例一：明天就要考試了，我還沒唸書，不過「船到橋頭自然直」，就別管它了。
例二：老子曰「民不畏死，奈何以死懼之」，所以死刑無用，應該廢除死刑。

## 外部連結
- （英文）Thought-terminating clichés（页面存档备份，存于）